# 티치노 롬바르디아 지역 철도

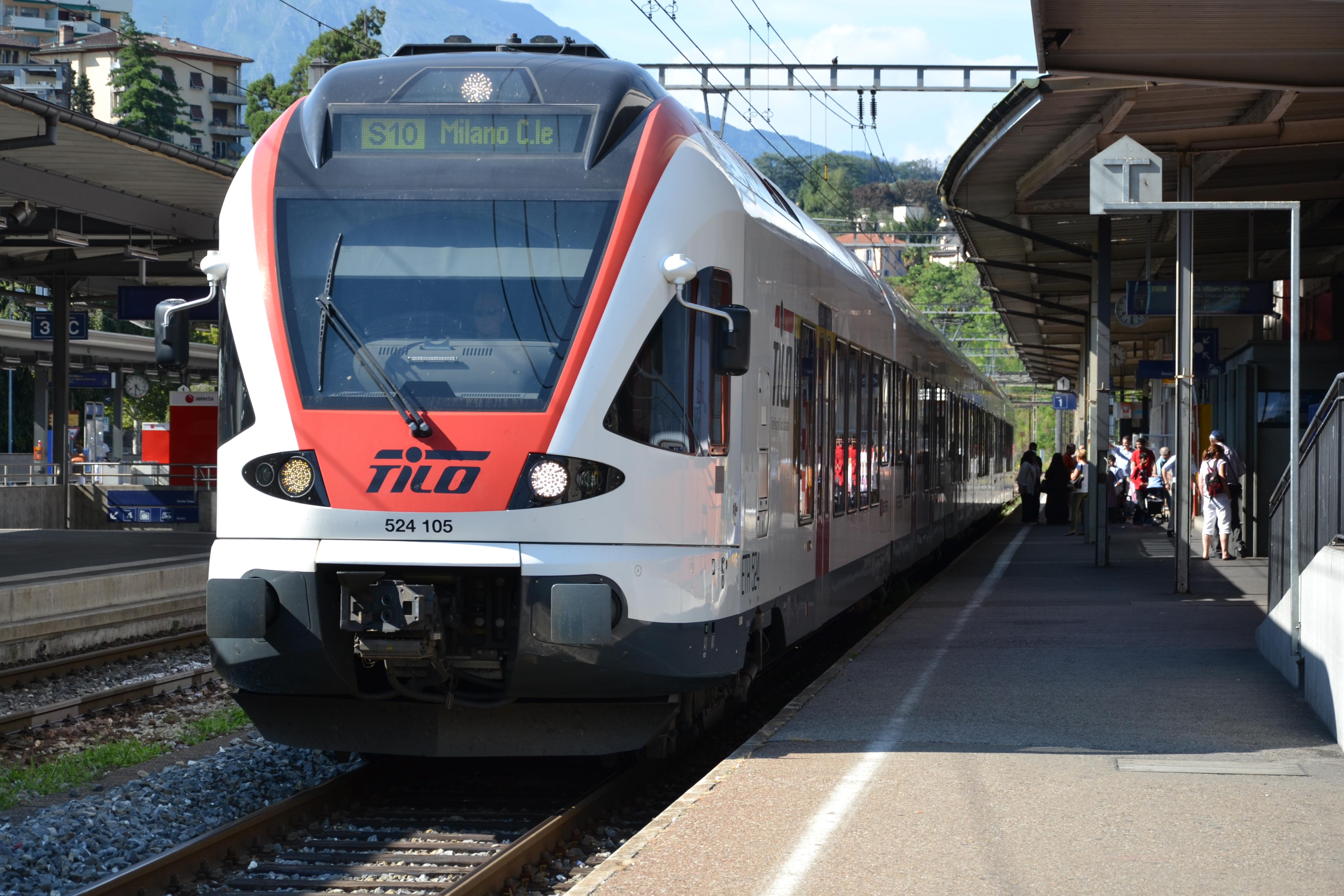
루가노의 TiLo 차량

티치노 롬바르디아 지역 철도(Treni Regionali Ti cino Lo mbardia, 약칭 TILO)는 이탈리아 철도 회사 트레노르드와 스위스 연방 철도 간의 합작 투자로 2004년에 설립된 유한 회사이다. 두 회사는 50%의 참여로 TILO SA의 지분에 참여했다.

## 개요
이 회사의 목표는 티치노주와 롬바르디아주 사이의 지역 횡단 교통을 개발하는 것이다.
2009년에 이 회사는 6백만 명의 승객을 수송했다. 대부분은 코모↔ 키아소 ↔ 멘드리시오 ↔ 루가노 ↔ 벨린초나 ↔ 비아스카 (S10) 및 벨린초나 ↔ 로카르노 노선(S20)을 따라 이동했으며 기차는 30분 간격(피크타임에는 평균 15분 간격)으로 운행된다. S30호선 벨린초나↔ 루이노가 2시간마다 운행되며 부스토 아르시치오 행 열차는 매일 운행된다.
이탈리아에서 열차를 운행하는 직원은 트레노르드에서, 스위스에서 운행하는 열차에는 스위스 연방 철도에서 공급한다.
차량군은 다음으로 구성된다.
- 19대 RABe 524.0/ETR 150 슈타들러 FLIRT 4량 차량 EMU(그중 3대는 제네바-라플란 노선에서 임시 운행)
- 11대 RABe 524.1/ETR 524 슈타들러 FLIRT 6차 EMU
- NPZ 드라이빙 트레일러 및 EW 1 또는 EW 2 중간 코치가 있는 일부 NPZ RBDe 560 EMU(정확한 수는 알 수 없지만 가변적임)

슈타들러 FLIRT 열차는 스위스와 이탈리아 모두에서 운행할 수 있는 장비를 갖추고 있는 반면, 구형 NPZ 열차는 스위스의 피크타임 열차에서만 사용된다.
기차는 항상 운전기사만 동반한다. 단, 이탈리아 구간 키아소 - 알바테의 S10만 제외하고 직원도 기차(차장)를 동반한다.
TILO는 아르코발레노 관세 네트워크의 회원이다.

## 현재 관리 중인 라인
TILO는 현재 S10, S20, S30, S40, S50, S90 라인과 로카르노에서 밀라노까지 레기오익스프레스 RE80 라인을 운영하고 있다.
| 라인 | 노선                                                                        | 국가            |
| ---- | --------------------------------------------------------------------------- | --------------- |
| S10  | (아이롤로) - 비아스카 - 벨린초나 – 루가노 – 키아소 (– 코모)                 | 스위스 이탈리아 |
| S20  | 카스티오네/아르베도– 벨린초나 – 로카르노                                    | 스위스          |
| S30  | (벨린초나 –) 카데나초 – 루이노 (– 갈라라테)                                 | 스위스 이탈리아 |
| S40  | 바레세 – 멘드리시오 – 코모                                                  | 스위스 이탈리아 |
| S50  | 말펜사 T2 - 바레세 – 스타비오 – 멘드리시오 – 루가노 – 비아스카 - (아이롤로) | 스위스 이탈리아 |
| S90  | 주비아스코 - 루가노 - (멘드리시오)                                          | 스위스          |
| RE80 | 로카르노 – 루가노 – 키아소 – 밀리노                                         | 스위스 이탈리아 |